# Liste de films zimbabwéens
Ci-dessous une liste des films produits par le cinéma zimbabwéen. Cette liste est nécessairement incomplète.

## Années 1980
- 1980 :
  - Shamwari
  - I Can Hear Zimbabwe Calling
- 1982 : The Assegai
- 1985 : King Solomon's Mine
- 1987 : Consequences
- 1988 : Un monde à part (A World Apart)
- 1989 : Music of the Spirits

## Années 1990
- 1990 : Jit
- 1991 : Neria
- 1993 :
  - I Am the Future
  - More Time
- 1996 :
  - Le Complot d'Aristote
  - Everyone's Child
  - Flame
- 1997 :
  - Jazz tales
  - Journey from the Jacarandas
- 1998 : Tides of Gold
- 1999 : Still Life

## Années 2000
- 2000 :
  - Yellow Card
  - The Zimbabwean Marimba of Alport Mhlanga
  - Ngoma Buntibe, Music of the Valley Tonga
- 2001 :
  - Home Sweet Home
  - Riches
  - That's Me
- 2003 : The Legend of the Sky Kingdom (film d'animation)
- 2004
  - Always Take the Weather with You
  - Jungle Beat: I Want to Break Free (court-métrage d'animation)
- 2005 :
  - Kare Kare Zvako: Mother's Day
  - Tanyaradzwa
  - Pamvura
- 2006 :
  - Bitter Pill
  - Peretera Maneta
  - Spell My Name
- 2007 :
  - Shungu
  - The Terrific Nights
- 2008 : Tiriparwendo

## Années 2010

### 2010
- Music by Prudence (court-métrage documentaire)
- Lobola
- Sores of Emmanuel
- Criminal on the Cross
- The Kiss
- I Want a Wedding Dress
- iThemba
- Twisted
- The Zimbabwean Marimba of Alport Mhlanga

### 2011
- MaZimba! Til His Wife Do Us Part
- Music for stress
- City of Dreams
- Elements: Genesis 3-D
- Playing Warriors
- The Gentleman
- Shungu Dzemoyo (court-métrage)
- Heartless aka Chi Chi
- Shadow Weavers: The End Game
- You Owe Me

### 2012
- Varsity: Mirror of Personality
- Bag Rabvaruka: Trilogy
- Eye of the Providence

### 2013
- Chabvondoka
- Dust and Fortunes
- Gringo, The Troublemaker
- Kiriboni
- Room 203
- Sabhuku Vharazipi 2
- Tamba Wakachenjera
- Through the Night
- Zambezi

### 2014
- The Bicycle Thief
- The Christening
- Elements: Genesis 3-D
- Gomorinoyera
- Marrying the Devil
- Mayaya - The Seed of Corruption
- Moonlight Cross
- The Unexpected
- Zimbabwe 2100
- Zvoitwasei

### 2015
- Aliens Beyond Boundaries
- Chinhoyi 7
- Far From Yesterday
- Fatima
- Fate
- Something Nice from London

### 2016
- Across the Grasslands
- Mr. Bean
- No Way Out

### 2017
- The Lost Letter
- Rent, P. Nka
- Cook Off

### 2018
- Accidental Small House
- Tete B
- You never know Valentines's breakfast

### 2019
- The Letter
- Village Secrets

## Années 2020
- 2020 : Gonarezhou